# Coleophora pratella
Coleophora pratella é uma espécie de mariposa do gênero Coleophora pertencente à família Coleophoridae.